# Lev Šlosberg
Lev Markovič Šlosberg (* 30. července 1963, Pskov) je ruský opoziční politik a novinář, ředitel listu Pskovskaja gubernija. Je členem politické strany Jabloko, od roku 1996 předsedou regionální organizace Jabloka ve Pskově.
Mezi lety 2011 až 2015 byl poslancem zastupitelstva Pskovské oblasti.
září 2015 byl zbaven poslaneckého mandátu v pskovském regionálním parlamentu poté, co byl zastupiteli za Jednotné Rusko označen za „zrádce“ a „hlásnou troubu amerického ministerstva zahraničí“. Byl kritizován za to, že v roce 2014 údajně nelegálně vystoupil u soudu na obranu nevládní organizace Obroda (Vozrožděnije), kterou úřady označily za „zahraničního agenta“.
Dne 29. srpna 2014 byl Šlosberg zmlácen neznámými pachateli poté, co se v Pskovu zajímal o hroby místních výsadkářů, zabitých zřejmě v ukrajinském konfliktu. V tamních bojích podle něj padla skoro celá rota ruské 76. výsadkové divize poté, co se ve vesnici Heorhijivka stala cílem dělostřelecké palby. Oficiálně jsou však jako příčina úmrtí členů roty uváděny nešťastné náhody nebo zdravotní důvody, např. exploze plynu v bytě, infarkt nebo mrtvice. Místo úmrtí není uvedeno. Rodiny zemřelých tak nemohou ani žádat o odškodnění a pozůstalostní důchody. Několik hodin poté, co Šlosberg o hrobech výsadkářů informoval, z nich zmizela jména a uniformovaní muži z místa vyháněli reportéry.
Za reportáž o smrti těchto výsadkářů obdržel v roce 2016 cenu Fondu Borise Němcova.
V roce 2015 a 2020 neúspěšně kandidoval na předsedu strany Jabloko.
V červnu 2025 byl kvůli tomu, že v televizních debatách požadoval ukončení války na Ukrajině, zadržen a obviněn z diskreditace ruské armády.